# هوغو فرايل مارتينيز
هوغو فرايل مارتينيز (بالإسبانية: Hugo Fraile) (16 مارس 1987 بولبة في إسبانيا - ) هو لاعب كرة قدم إسباني في مركز الوسط. لعب مع رايو فايكانو ب ورايو فايكانو وريال سبورتينغ خيخون ونادي إلتشي ونادي خيتافي وأتلتيكو مدريد ج.

## وصلات خارجية
- هوغو فرايل مارتينيز على موقع قاعدة بيانات كرة القدم.إي يو (الإنجليزية)
- هوغو فرايل مارتينيز على موقع Soccerbase.com (لاعب) (الإنجليزية)
- هوغو فرايل مارتينيز على موقع Soccerway.com (الإنجليزية)
- هوغو فرايل مارتينيز على موقع AS.com (الإسبانية)